# Templo de Ísis na Via Labicana
Templo de Ísis era um grande templo dedicado à deuses Ísis e Serápis numa encosta do monte Ópio. Na época de Augusto, esta região era conhecida como Regio III - Isis et Serapis por causa dele. Dele só resta apenas um pedaço da muralha entre a Via Labicana e a Via Merulana (via Pasquale Villari), perto da Piazza Iside ("Praça de Ísis"). Os templos dedicados a Ísis eram geralmente chamados de "iseu" (em latim: iseum).

## Iseu Metelino
Acredita-se que o chamado Iseu Metelino (em latim: Iseum Metelinum) tenha sido o primeiro templo dedicado a Ísis, construído por ordem de Quinto Cecílio Metelo Pio, um general aliado de Sula, no século I a.C.. A chegada em Roma do culto a Ísis teria sido, segundo esta hipótese, obra de um membro da aristocracia senatorial, que apreciava os elementos de reforço do carisma pessoal dos líderes e generais que este culto propagava entre a plebe romana. É possível que este templo, citado na "História Augusta", seja o mesmo Templo de Ísis da Via Labicana, mas não se sabe ao certo nem o local onde ficava e nem suas dimensões.

## Templo da Ísis Patrícia
Os catálogos regionais romanos, que citam o grande santuário de Ísis apenas como nome da Regio III, mencionam, por outro lado, perto do Templo de Minerva Médica, um Templo de Ísis Patrícia. Acredita-se que este seria o sacelo mais antigo que ficava perto da Muralha Serviana — possivelmente o mesmo templo conhecido como Iseu Metelino — e que depois, conforme o culto de Ísis passou a ser favorecido pelos imperadores, foi reconstruído e ampliado, num local um pouco mais abaixo na encosta. Nesta mesma época, provavelmente sob Vespasiano, se juntou o culto de Serápis ao de Ísis.

## Templo de Ísis e Serápis
Sabe-se com certeza que o Iseu da Via Labicana era enorme e muito rico, mas também que foi precocemente abandonado e reutilizado apenas como fonte de materiais de construção. Na obra "Miscellanea Filologica", de Carlo Fea, é citada a descoberta de um "templo egípcio" perto da igreja de Santi Marcellino e Pietro al Laterano em 1653, mas a demolição do local e a dispersão dos artefatos recuperados foi total.
O arqueólogo italiano Rodolfo Lanciani indica em sua o planta um local na encosta do monte Ópio e a reconstrução feita por Ensoli & La Rocca descrevem um vasto santuário com terraços em vários níveis com uma fachada de cerca de 250 metro ao longo da moderna Via Labicana perto da moderna basílica de San Clemente al Laterano. O templo provavelmente foi abandonado por causa do decreto teodosiano do final do século IV que proibiu definitivamente todos os cultos tradicionais romanos. Os fieis passaram a ser multados e tiveram seus edifícios de culto confiscados para serem reutilizados se estivessem em bom estado ou demolidos em caso contrário. Lanciani também relembra que, em 1888, durante as obras para construção de um imóvel perto da moderna Piazza Iside, foram recuperados restos de um edifício do século VII-VIII em cuja fundação foram reutilizados materiais provenientes do Templo de Ísis:
| “ | Entre eles estava um "Júpiter Serápis", uma Ísis coroada com papoulas e espigas, uma Ísis velada com um crescente na testa, três outras réplicas do mesmo tema e uma figura feminina (provavelmente um busto) com um aparato no cabelo tipicamente egípcio. De uma estátua da vaca sagrada Hator, esculpida numa rara variedade de granito pintado, metade foi encontrada na fundação do Palazzo Brancaccio na Via Merulana e a outra no convento das irmãs cluníacas na Via Buonarroti. [...] Os desenhos de Cassiano dal Pozzo estão atualmente na Inglaterra. Algumas estatuetas egípcias estão atualmente nos Museus Capitolinos; os blocos de ametista, no Palazzo dei Conservatori; o altar de Ísis, no Museo delle Terme; a está de mármore, no Antiquário do Célio e a vaca Hator, símbolo vivo de Ísis, no Palazzo Field. | ” |
|   | — Rodolfo Lanciani, Rovine e scavi di Roma antica<ref name='Lanc'>. |   |